# Arabica-Kaffee

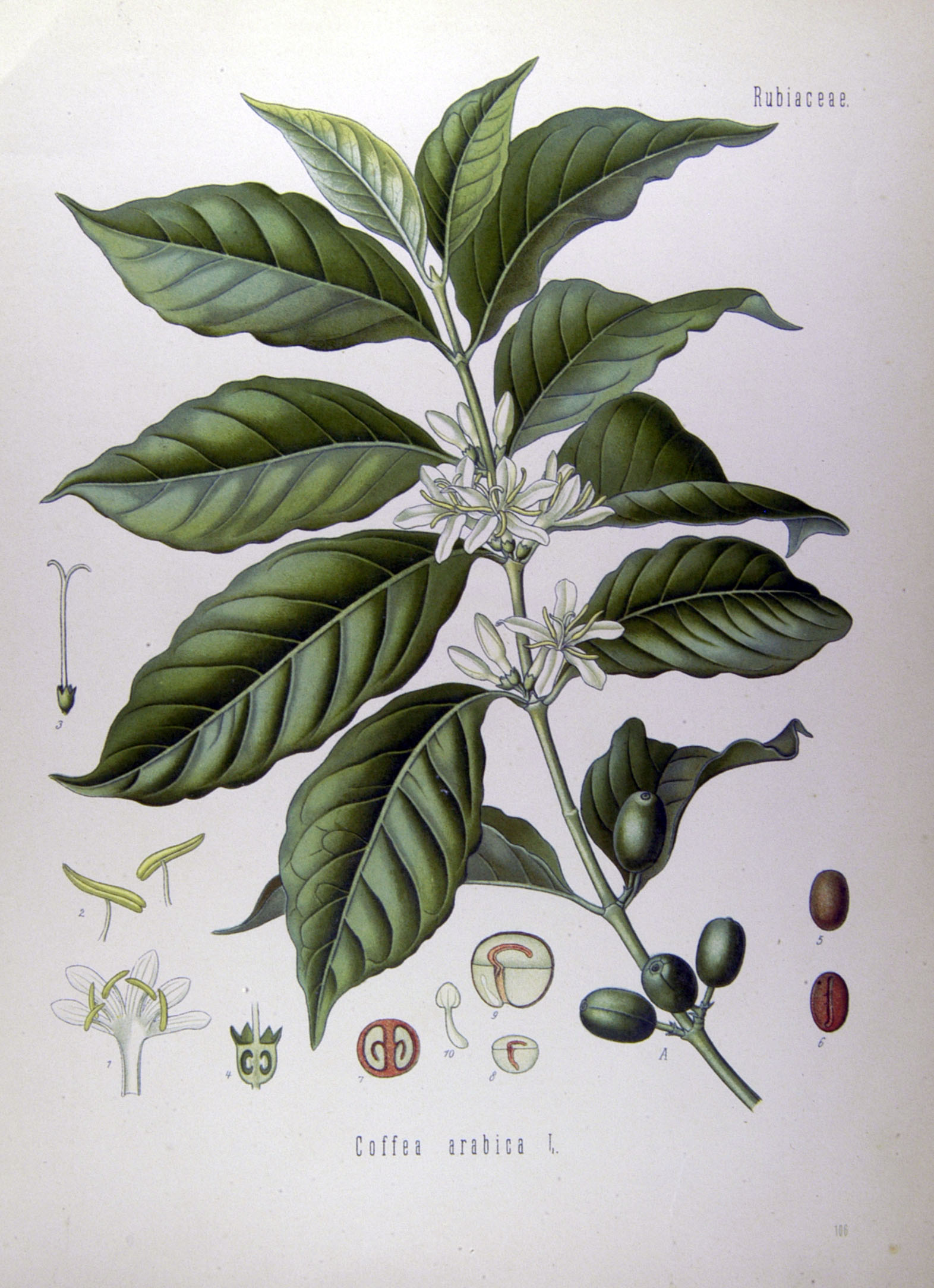
Illustration

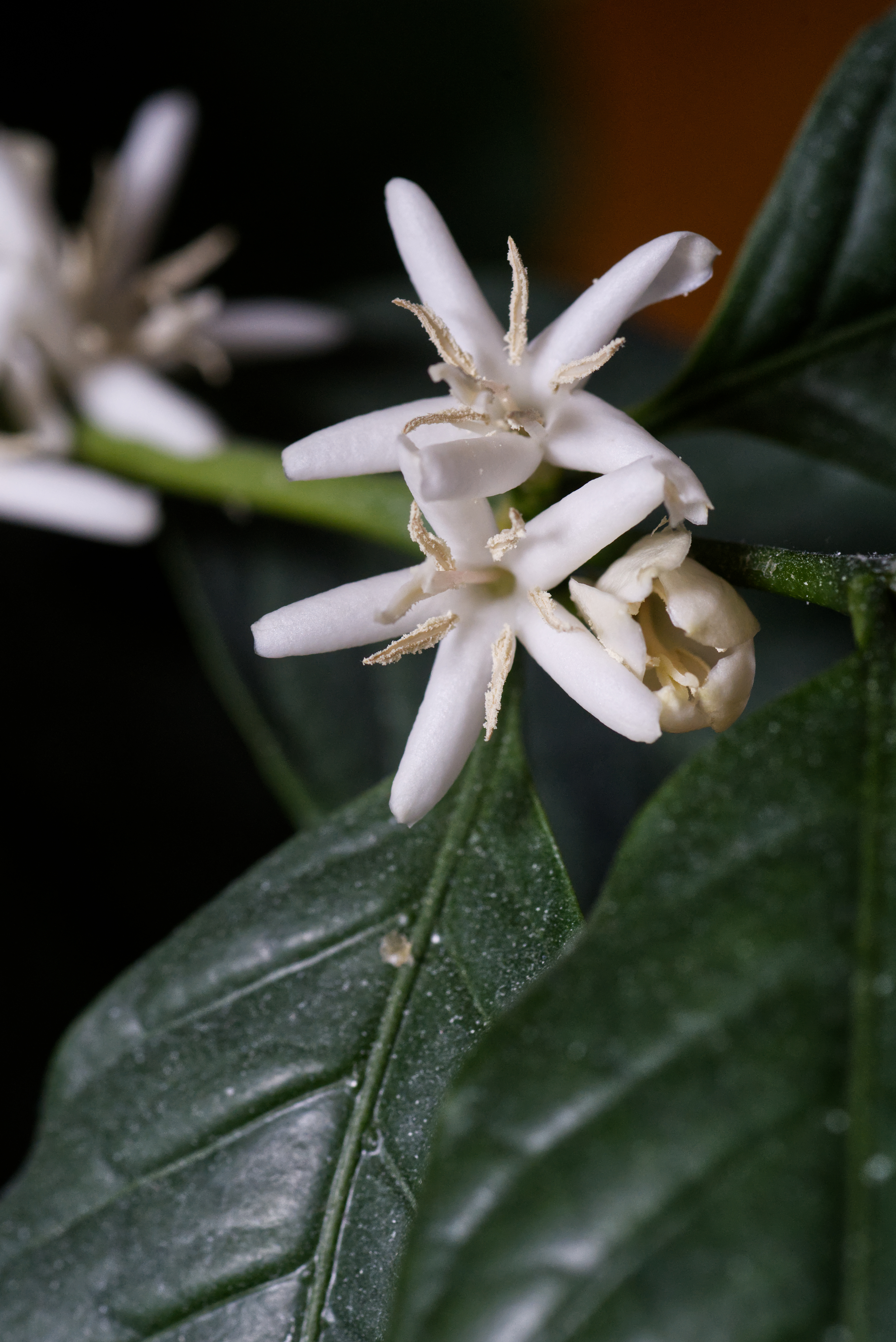
Blüten

Arabica-Kaffee [aˈraːbikakaˌfeː] (Coffea arabica), auch Bergkaffee oder Javakaffee genannt, ist die wirtschaftlich bedeutendste Pflanzenart aus der Gattung Kaffee innerhalb der Familie der Rötegewächse (Rubiaceae).

## Beschreibung

### Erscheinungsbild und Blatt
Coffea arabica wächst als Strauch oder Baum und erreicht Wuchshöhen bis über 7 Meter. Er wird aber in Kultur nicht höher als bis etwa 2 Meter gehalten.
Die gegenständig an den Zweigen angeordneten Laubblätter sind etwa 1 Zentimeter lang gestielt. Die dunkelgrüne, glänzende, ledrige, kahle und ganzrandige Blattspreite ist mit einer Länge von meist 5 bis 20 Zentimeter länglich oder eiförmig bis verkehrt-eiförmig mit zugespitztem bis spitzem oberen Ende und spitzer bis stumpfer Basis. Der Blattrand ist oft gewellt. Die auf beiden Blattseiten erhabene Mittelrippe besitzt beidseitig 7 bis 13 Seitennerven. Es sind kleine Nebenblätter vorhanden.

### Blütenstand und Blüte

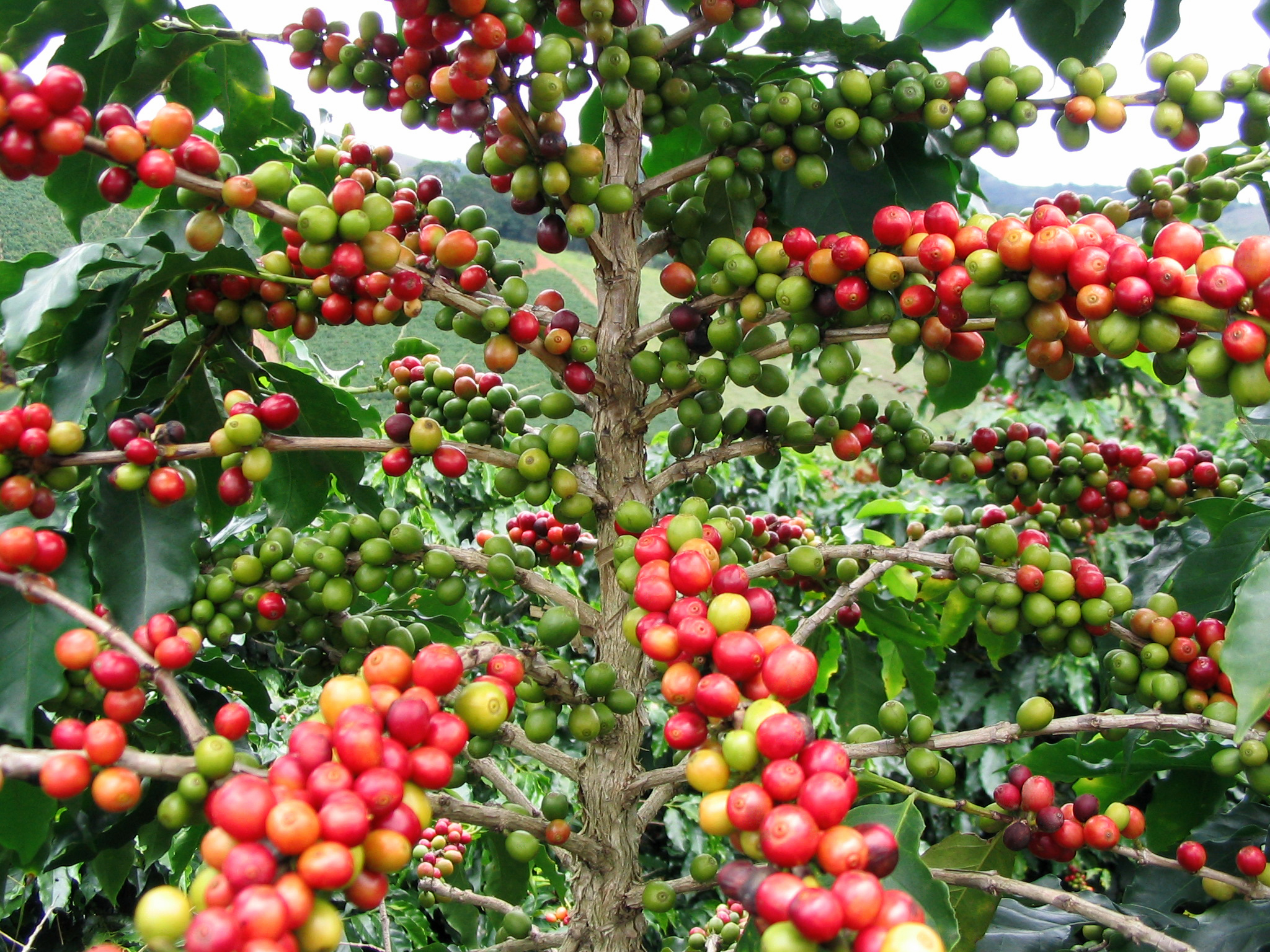
Kaffeepflanze mit den Steinfrüchten „Kaffeekirsche“ unterschiedlicher Reifestadien

In den Blattachseln stehen einige kurze, zymöse Blütenstände, die jeweils bis zu fünf Blüten enthalten. Die becherförmig verwachsenen Tragblätter sind bei einer Länge bis zu 2 Millimeter dreieckig. Der Blütenstiel ist etwa 2 Millimeter lang. Die duftenden, kurz gestielten, stieltellerförmigen Blüten sind zwittrig und meist fünfzählig mit doppelter Blütenhülle. Der Kelch ist nur klein mit minimalen Lappen oder er ist gestutzt am kleinen, röhrigen Blütenbecher. Die schlanke Kronröhre ist etwa 1 Zentimeter lang. Die fast immer fünf weißen, länglichen, ausladenden Lappen sind 8 bis 12 Millimeter lang. Die Staubblätter mit kurzen Staubfäden sitzen am Schlund, die langen Staubbeutel sind bis 10 mm lang. Der zweikammerige Fruchtknoten ist unterständig mit langem, schlankem Griffel und zweilappiger Narbe mit langen Ästen.

### Frucht und Samen
Die sogenannte „Kaffeekirsche“ ist eine ellipsoide bis rundliche, in reifem Zustand rote, kahle, glänzende, etwa 12–18 Millimeter große Steinfrucht, die zweisamig ist. Die zwei einsamigen, ledrigen, gräulich-grünen Steinkerne enthalten die sogenannten Kaffeebohnen (die halb-ellipsoiden Samen). Die etwa 9–12 Millimeter langen Samen besitzen an ihrer flachen Seite eine mittige Längsfurche.

### Chromosomenzahl
Die Chromosomenzahl beträgt 2n = 22 oder 44.

Kaffeeanbaugebiete der Welt: gelblich (a) sind Länder überwiegender, hellgrün (m) teilweiser Produktion von Arabica, dunkelgrün jene überwiegender Produktion von Robusta

## Anbau
Die Hauptanbaugebiete von Arabica-Kaffee liegen zwischen dem 23. Grad nördlicher und 25. Grad südlicher Breite des Äquators.
Arabica wird vorwiegend im Hochland angebaut, idealerweise über 1.000 Höhenmeter. Dadurch wachsen die Kaffeebohnen langsamer als beim Robusta-Kaffee. Die typische Reifezeit liegt bei ca. 9–11 Monaten.

## Verbreitung und Ökologie
Coffea arabica entstammt ursprünglich dem südwestlichen Äthiopien. Aufgrund von Umweltveränderungen befürchten Wissenschaftler, dass der Bestand an Wildpflanzen in Äthiopien bis zum Jahr 2080 um 85 % zurückgehen könnte. Viele Kultursorten werden heute in zahlreichen tropischen und subtropischen Ländern angebaut. Bei Anbau in geringer Höhe und unter hohen Temperaturen ist die Pflanze jedoch sehr anfällig gegen Kaffeerost.
Die Pflanze lebt in Symbiose mit Arbuskulären Mykorrhizapilzen.

## Legende
Es wird berichtet, ein Hirte im Königreich Kaffa habe beobachtet, wie eine Ziege, sobald sie Blätter und Samen eines immergrünen Strauches gefressen hatte, von Unruhe und Schlaflosigkeit befallen wurde. Dies habe er Mönchen erzählt, welche sich seither dieser Pflanze bedienten, um die Vigilien verlängern zu können.

## Geschichte

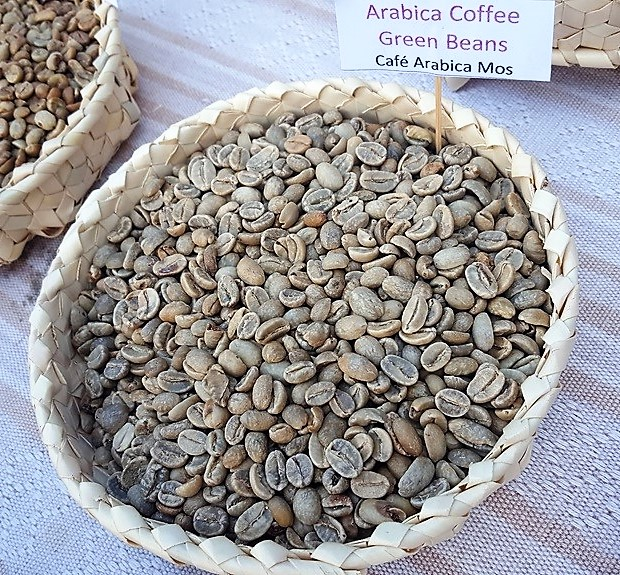
Grüne Arabica Kaffeebohnen aus Osttimor

Vermutlich ist der Gebrauch der Pflanze als Genussmittel älter als das äthiopische Christentum. Zunächst wurde Tee aus den Blättern der Pflanze zubereitet, wie er in Teilen des südlichen Äthiopiens noch heute beliebt ist. Ungeröstete Kaffeebohnen sind sauer und wenig aromatisch, weshalb sie zuerst außer Acht gelassen wurden. Vermutlich im Jemen, wo Sufis den Kaffee zur Bereitung eines wachhaltenden Getränks nutzten, wurde wesentlich später das Rösten und Zermahlen der Bohnen als Getränkegrundlage entdeckt. Vom Jemen aus verbreitete sich der Kaffee ab dem 15. Jahrhundert auf der Arabischen Halbinsel. Zuerst bei den Ägyptern, später den Türken wurde das Trinken des früher „Arabischer Kaffee“ genannten anregenden Getränkes zur Gewohnheit und Teil der Kultur. Da holländische Seefahrer Ende des 17. Jahrhunderts die Kaffeebohne in das heutige Indonesien brachten, wird Arabica-Kaffee auch Javakaffee genannt, obwohl unter der Bezeichnung „Kaffee aus Java“ teilweise edelste Sorten hundertprozentigen Robusta-Kaffees gehandelt werden.

## Verwendung

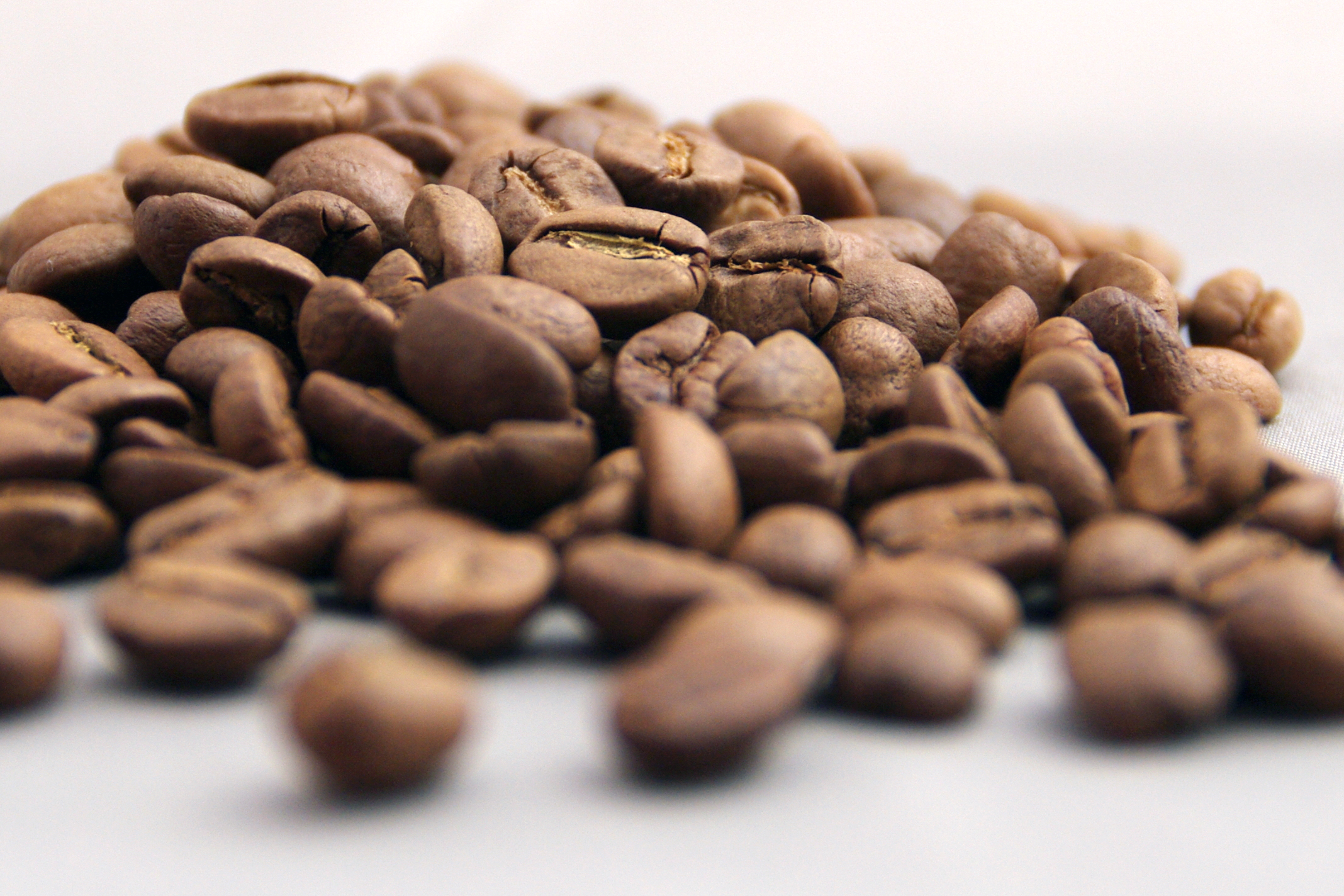
Geröstete Arabica-Bohnen

Kaffee ist eines der weltweit am meisten verbreiteten Getränke. Arabica gilt als die edelste Bohne, und fast alle Spitzenkaffees bestehen aus reiner Arabica. Allerdings sind nur etwa 5 % der produzierten Bohnen hochwertig. So ist 100 % Arabica kein Garant für Qualität, und man findet im Supermarkt auch als reinen Arabica beworbenen billigen Kaffee. Aufgrund des höheren Preises wird Arabica im Anbau bevorzugt und heute für Exportzwecke in den meisten tropischen Ländern in kleinen Plantagen angebaut. Im Gegensatz zur hitzebeständigeren und schneller wachsenden Pflanzenart Robusta-Kaffee zeichnet sich die Bohne der Arabica durch edleren Geschmack und deutlich geringeren Koffeingehalt aus. Hauptabnehmer sind die Länder gemäßigter Zonen. Kaffee ist weltweit ein Haupthandelsgut und bildet in manchen Erzeugerländern die Grundlage einheimischer Wirtschaft.
Brasilianische Biologen haben von Natur aus schwach koffeinhaltige äthiopische Kaffeepflanzen gefunden. Während die herkömmliche Coffea arabica 12 Milligramm Koffein pro Gramm Trockengewicht enthält, weist die koffeinarme lediglich 0,82 Milligramm auf. Durch Verwendung dieser Pflanzenauslesen wäre das industrieübliche Entkoffeinierungsverfahren vermeidbar.
Medizinische Verwendung findet die Kaffeekohle unter anderem bei Durchfallerkrankungen. Kaffeekohle entsteht, indem die Bohnen fast bis zur vollständigen Verkohlung weitergeröstet werden.

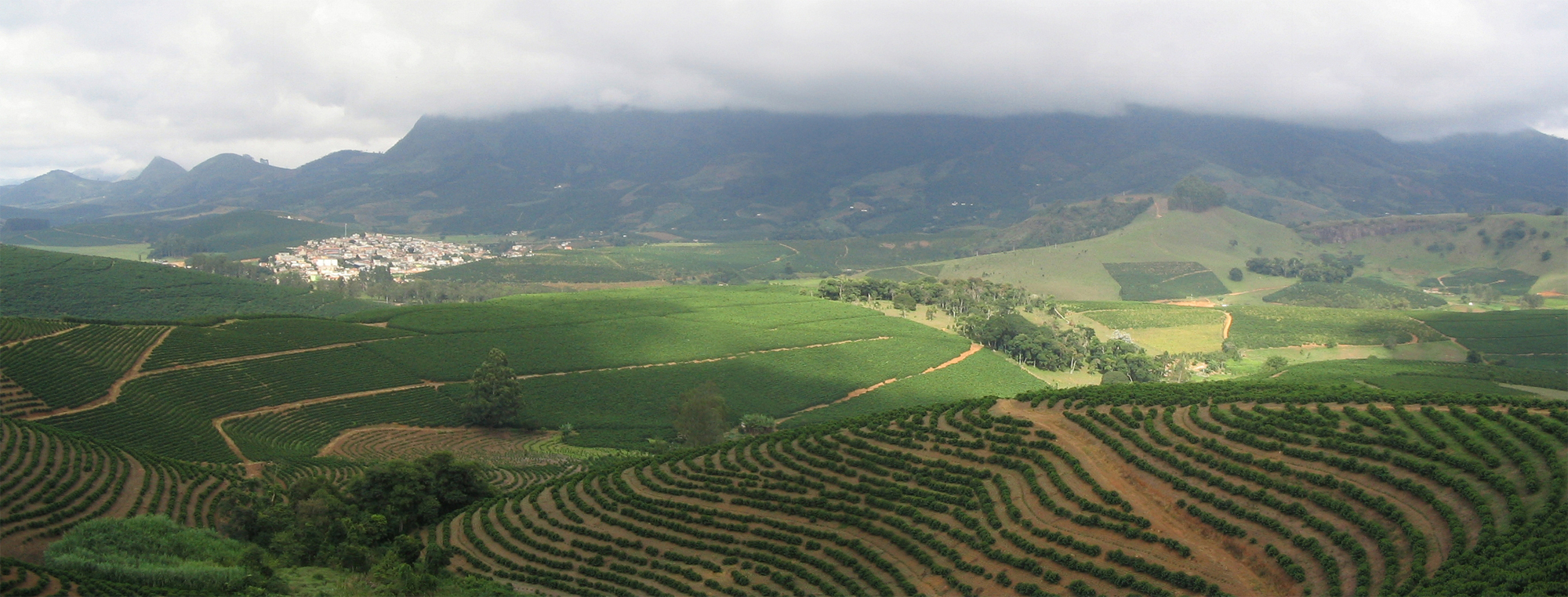
Arabica Kaffeeplantage in São João do Manhuaçu, Minas Gerais, Brasilien

Die Pflanze wird auch als Zierpflanze genutzt.

## Systematik
Coffea arabica gehört zur Untergattung Coffea in der Gattung Coffea. Die Pflanze ist ein natürlicher Hybride von Robusta-Kaffee (Coffea canephora) und Coffea eugenioides, der vor etwa 10.000 bis 15.000 Jahren entstand. Die am häufigsten angebauten Varietäten sind Typica (Tipica) und Bourbon. Ein natürlicher Hybride des Arabica- mit dem Robusta-Kaffee ist der Híbrido de Timor.
Die Erstveröffentlichung von Coffea arabica erfolgte 1753 durch Carl von Linné in Species Plantarum, 1, S. 172.